# Mns Beurandeh
Mns Beurandeh is een bestuurslaag in het regentschap Pidie Jaya van de provincie Atjeh, Indonesië. Mns Beurandeh telt 462 inwoners (volkstelling 2010).